# Tillandsia virescens
Tillandsia virescens là một loài thuộc chi Tillandsia. Đây là loài bản địa của Bolivia.